# 九州橫斷特急
九州橫斷特急（日语：九州横断特急）是日本九州旅客鐵道旗下一列往返於別府站、熊本站與人吉站之間，途經日豐本線、豐肥本線、鹿兒島本線與肥薩線等路線的特別急行列車。

## 概要
九州橫斷特急是配合2004年3月13日通車的九州新幹線南段，將原本行駛於熊本至大分與熊本至別府之間的特急「阿蘇」（あそ），和行駛於熊本與人吉之間的急行列車「球磨川（くまがわ）整合而成的新列車。
在2013年3月16日的時刻表調整中，所有的九州橫斷特急都改由人吉發車。2016年因熊本地震之故暫停行駛，列車編組遂改行駛由布號列車
。同年7月9日，阿蘇站～別府站路段復駛，到了2020年8月8日，熊本站～阿蘇區間的服務也恢復行駛。
2025年3月15日隨時間表改正，阿蘇號正式取消，並由增發的九州橫斷特急號代替。

## 運行概況
於豐肥本線非電氣化區間（大分站～肥後大津站）間運行的特急列車只有本列車。
熊本站～人吉站間有另一同系的特急列車「球磨川（くまがわ）」運行。

### 運行回數
上下8班（上行4班・下行4班）
- 別府～熊本間　上下1班（下行1班）
- 別府～熊本～人吉間　上下7班（上行4班・下行3班）

### 停車站
別府站 - 大分站 - 中判田站　-  三重町站 - 緒方站 - 豐後竹田站 - 豐後荻站 - 宮地站 - 阿蘇站 - 赤水站 - 立野站 - 肥後大津站 - 光之森站 - 武藏塚站 - 水前寺站 - 新水前寺站 - 熊本站-（松橋站）- 新八代站 - 八代站 - 坂本站 -（球泉洞站）- 一勝地站 - 渡站 - 人吉站

### 使用車輛
- 一般由KiHa185系柴油列車（日语：国鉄キハ185系気動車）2輛編成。黃金周與暑假等繁忙期以3輛編成。
  - 普通車（指定席・自由席）。全車禁煙（1號車有吸煙室）。

## 豐肥本線的優等列車沿革
為維持豐肥本線優等列車的連續性、沿革中包含特急列車「阿蘇」等。
- 1954年：別府站～熊本站間經日豐本線・豐肥本線運行的快速「火之山」開始運行。
- 1958年：博多站～小倉站～別府站～熊本站（經鹿兒島本線、日豐本線、豐肥本線運行）的準急「光（ひかり）」開始運行。
- 1960年：「光」增加班次、與「火之山」統合。
- 1961年：「光」的增發列車名稱作出變更、別府站～熊本站～博多站～小倉站～大分站（經豐肥本線、日豐本線、鹿兒島本線運行）的準急「向日葵」（ひまわり）開始運行。
- 1962年：別府站～熊本站間運行的準急「火之山」開始運行（名稱復活）。「光」昇格為急行。
- 1964年：「光」名稱由東海道新幹線超特急使用、原來的光號列車改名「草千里」（くさせんり）。
- 1965年：「草千里」運行區間延長至長崎站、佐世保站～博多站～小倉站～別府站～熊本站間、名稱改為「九重」。
- 1966年：「向日葵」・「火之山」昇格為急行。
- 1967年：「九重」被取消。別府站～熊本站間的上行列車統合至「火之山」。下行列車有「別府（べっぷ）」運行。
- 1968年：「別府」被取消。「火之山」設1班往復於運行別府站～熊本站～博多站區間。
- 1975年：「向日葵」與「火之山」統合。運行區間為別府站～熊本站～博多站。
- 1980年：「火之山」運行區間縮短至別府站～熊本站。
- 1992年：「火之山」昇格為特急，改名「阿蘇（あそ）」。
- 2004年3月13日：「阿蘇」與熊本站～人吉站運行的急行「球磨川」（くまがわ）作部份統合。特急「九州橫斷特急」開始運行。餘下的「球磨川」班次昇格為特急。

## 外部連結
- （日語）JR九州 特急 九州橫斷特急 （页面存档备份，存于）（中文版本）